# Исмаилија (гувернорат)
Исмаилија је један од 27 гувернората Египта. Заузима површину од 1.442 km². Према попису становништва из 2006. у гувернорату је живело 942.832 становника. Главни град је Исмаилија.

## Становништво
| 2006.   | 2012. (процена) |
| ------- | --------------- |
| 942.832 | 1.077.000       |